# Gwen Ffrangcon-Davies
Gwen Lucy Ffrangcon-Davies (Londres, 25 de enero de 1891 – Halstead, 27 de enero de 1992) fue una actriz británica.

## Biografía
Nacida en Londres, Inglaterra, en el seno de una familia de origen galés, sus padres eran David Ffrangcon-Davies y Annie Francis Rayner. Su apellido "Ffrangcon" derivaba del nombre de un valle en el Parque nacional Snowdonia. 
Debutó en el teatro en 1911 como cantante y actriz, y recibió el respaldo profesional de Ellen Terry. En 1924 interpretó a Julieta en compañía de John Gielgud en el papel de Romeo. Gielgud le agradeció siempre su bondad hacia él, dándole por ello el papel de la Reina Ana en Richard of Bordeaux en 1934.
En 1938 actuó con Ivor Novello en una producción de la obra Enrique V representada en Drury Lane, y ese mismo año fue Mrs Manningham en la primera producción de Gas Light, de Patrick Hamilton. Durante casi todo el año 1942 encarnó a Lady Macbeth trabajando junto a John Gielgud en Macbeth, y en 1958 ganó el Premio Evening Standard por su trabajo como Mary Tyrone en Largo viaje hacia la noche.
Ffrangcon-Davies se retiró del teatro en 1970, aunque siguió actuando en la radio y la televisión. En la década de 1980, pasados los noventa años de edad, actuó en el programa Wogan, en el cual recitó, palabra por palabra, la famosa escena de la muerte de Julieta. Su última actuación tuvo lugar cuando ya había cumplido 100 años de edad, en una adaptación televisiva de la aventura de Sherlock Holmes Charles Augustus Milverton. Entre sus filmes se incluyen The Witches (1966) y The Devil Rides Out (1968), ambas producciones de Hammer Productions.
En 1991, a los 100 años de edad, fue nombrada dama comendadora de la Orden del Imperio Británico. Gwen Ffrangcon-Davies falleció al año siguiente en Halstead, Inglaterra, por causas naturales, dos días antes de cumplir 101 años. Nunca se casó. Fue enterrada en el Cementerio St Peter and St Thomas de Stambourne, Inglaterra.

## Vida personal
Ffrangcon-Davies mantuvo relaciones con hombres, sin embargo, tuvo una larga relación lésbica con la actriz sudafricana Marda Vanne hasta la muerte de esta.